# Vaudricourt, Somme
Vaudricourt là một xã ở tỉnh Somme, vùng Hauts-de-France, Pháp.

## Địa lý
Thị trấn này có cự ly khoảng 10 dặm Anh về phía tây của Abbeville, trên đường D106 và D63.

## Dân số
| 1962                                                  | 1968 | 1975 | 1982 | 1990 | 1999 |
| ----------------------------------------------------- | ---- | ---- | ---- | ---- | ---- |
| 399                                                   | 404  | 384  | 457  | 465  | 451  |
| Số liệu dân số từ năm 1962, dân số không tính hai lần |      |      |      |      |      |